# Ann Walton Kroenke
Ann Walton Kroenke, född 18 december 1948, är en arvtagerska till Walmart-förmögenheten. Kroenke och hennes syster, Nancy Walton Laurie, ärvde aktier från sin far, Bud Walton (död 1995), som var bror och en tidig affärspartner till Walmarts grundare Sam Walton. 
Den amerikanska ekonomitidskriften Forbes rankade Walton Kroenke som världens 193:e rikaste med en förmögenhet på 12,3 miljarder amerikanska dollar, den 18 mars 2025.
Walton Kroenke gick en sjuksköterskeutbildning vid Lincoln University.
Hon är gift med den amerikanske sportmogulen Stan Kroenke som äger Arsenal FC i Premier League; Los Angeles Rams i National Football League (NFL) och Colorado Rapids i Major League Soccer (MLS). Han äger också indirekt Denver Nuggets i National Basketball Association (NBA) och Colorado Avalanche i National Hockey League (NHL) via henne på grund av att NFL:s regelverk förbjuder NFL-ägare att äga andra sportlag i MLB, NBA och NHL om de ligger i andra städer än vad NFL-laget är baserat i.